# Kálimnos
Kálimnos o Calimno (en griego Κάλυμνος, Kálymnos; en italiano: Calimno) es una de las doce grandes islas griega del archipiélago del Dodecaneso situada en el mar Egeo, al noroeste de la isla de Rodas. Alberga una población de cerca de 16 000 habitantes. La superficie es de 111 km² y la línea de costa es de 96 km. Su capital es Pothia (Kálimnos) (12324 hab. en 2011) y las localidades principales son Vathi, Mirties, Massouri, Emporio (Emborios), Arginonta, Skalia y Chorio.
Sus productos tradicionales son el vino, el aceite y la miel. Las islas más cercanas son Psérimos y Telendos.
Administrativamente, Kálimnos es también un municipio y una unidad periférica de la periferia de Egeo Meridional.

## Historia
Fue poblada por carios y más tarde colonizada por tesalios, eolios y dorios. También recibió una colonia de Argos. En tiempos de la invasión persa de Grecia, la isla estaba sometida a Artemisa de Halicarnaso, juntamente con Kos y Nísiros.
Antiguamente formaba con las islas de Leros, Télendos, Psérimos y Plate un grupo que Homero denomina Calidnas. En las monedas, su nombre aparece como Kalumna (en latín Calymna).
Se han encontrado restos de una antigua ciudad al oeste de la isla, en la actual Linaria, pero ninguna inscripción permite identificarla. En la ciudad había un templo de Apolo (Apolo Calydenus), que más tarde fue una iglesia. Había algunos otros lugares poblados, de los que quedan pequeñas ruinas.